# نادی‌رادا
نادی‌رادا (به مجاری:  Nagyrada) یک شهرداری در مجارستان است که در زالا واقع شده‌است. نادی‌رادا ۱۲٫۸۵ کیلومتر مربع مساحت و ۵۳۳ نفر جمعیت دارد.